# Északi óriásmoa
Az északi óriásmoa (Dinornis novaezealandiae) a madarak (Aves) osztályának struccalakúak (Struthioniformes) rendjébe, ezen belül a moafélék (Dinornithidae) családjába tartozó kihalt faj.

## Előfordulása
Az északi óriásmoa, amint neve is mutatja, Új-Zéland északi-szigetén élt. Valószínűleg az ember miatt halt ki.

## Megjelenése
A 3 méteres magasságával valamivel kisebb volt, mint déli rokona. A testméretéhez képest viszonylag kis feje, széles és lapított csőre, kis szemei, hosszú nyaka, erőteljes testfelépítése és vastag lábai voltak.

## Életmódja
Az elterjedési területén az alföldeken levő bozótosokat, erdőket és füves pusztákat népesítette be.

## Szaporodása
A tojásainak átmérője 18-24 centiméter között mozgott.

## Képek

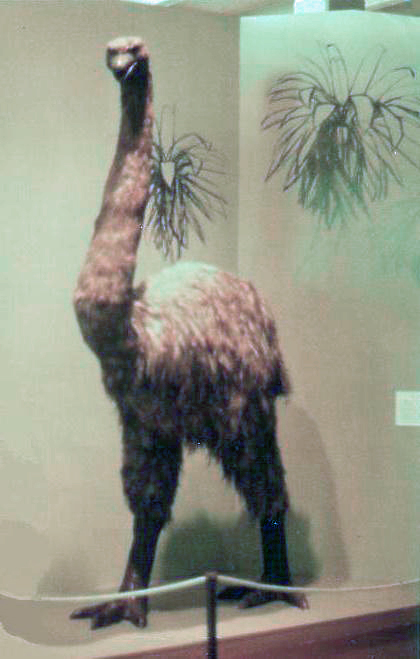
A madár rekonstrukciója
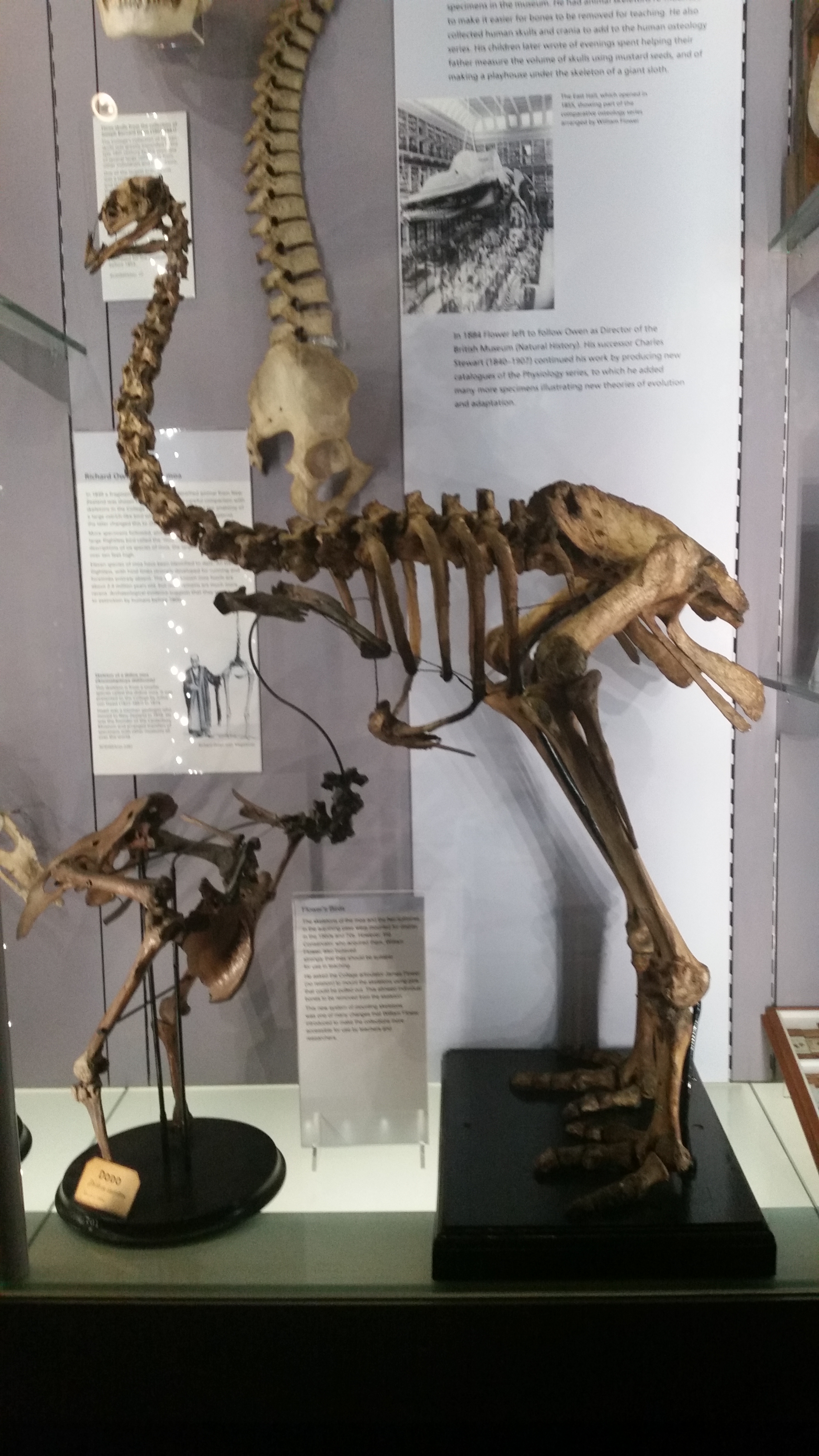
és csontváza
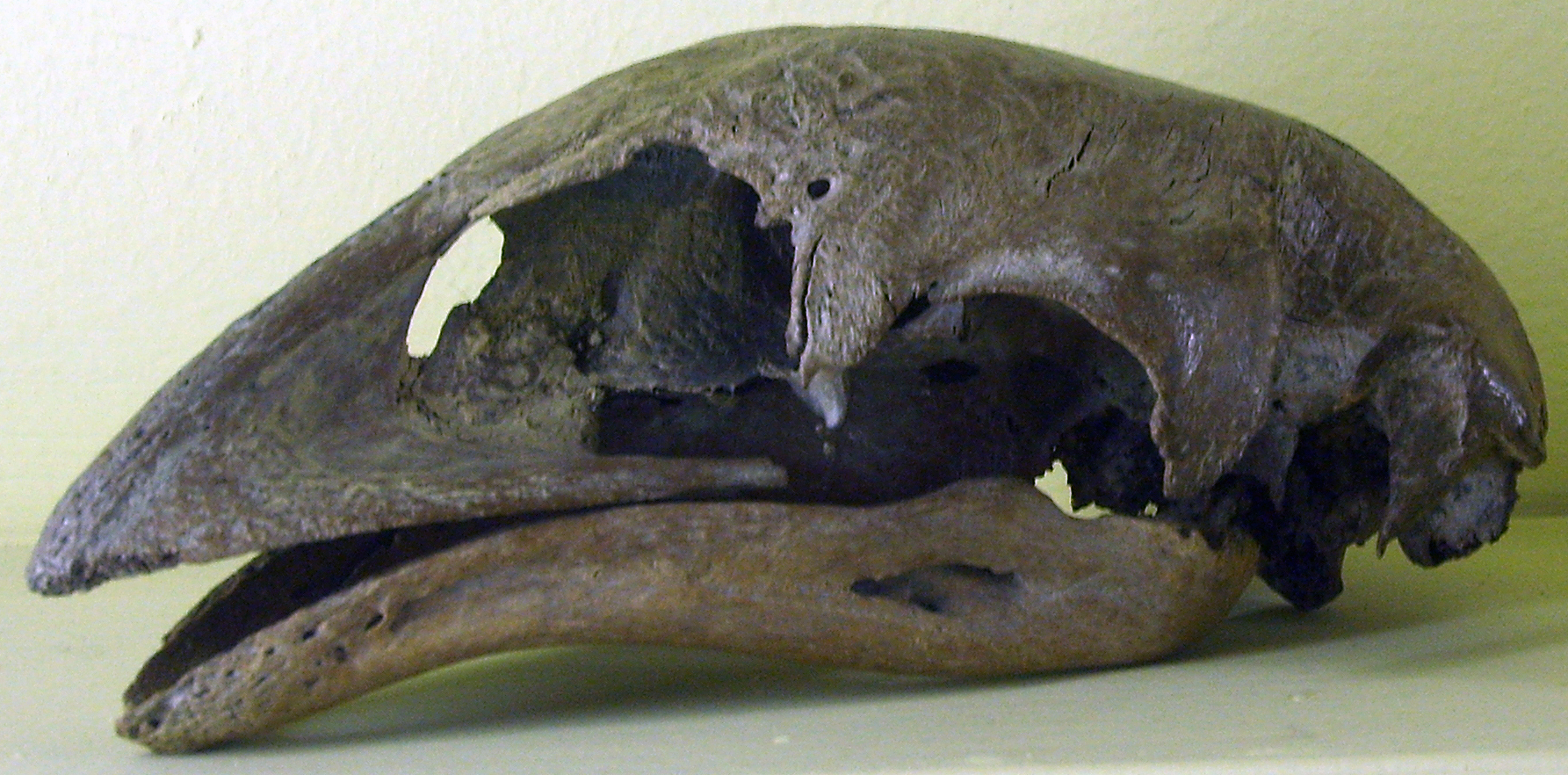
Koponyája csőröstől
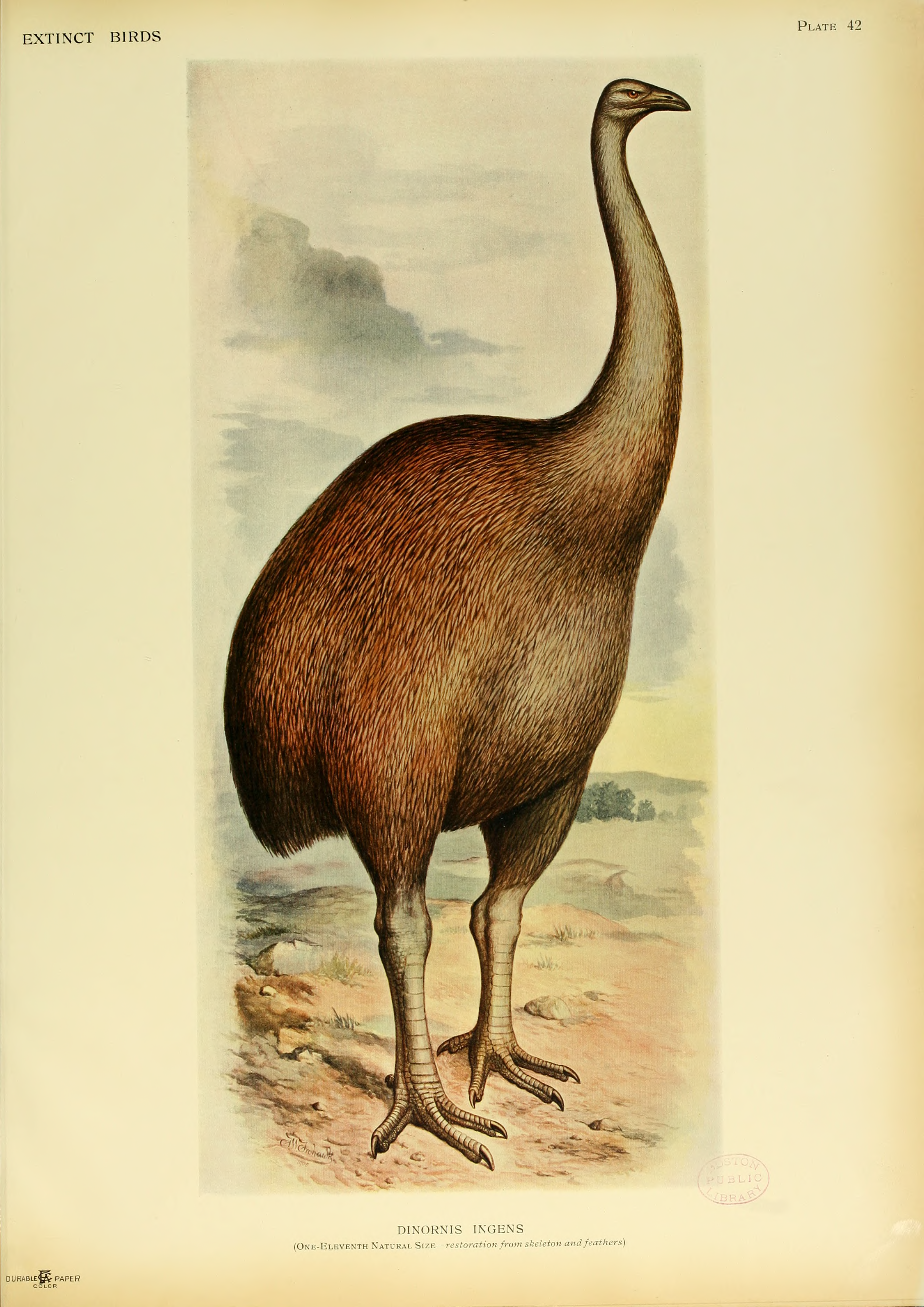
Régi rajz a moáról

### Fordítás
- Ez a szócikk részben vagy egészben  a   North Island giant moa című angol Wikipédia-szócikk ezen változatának fordításán alapul.  Az eredeti cikk szerkesztőit annak laptörténete sorolja fel. Ez a jelzés csupán a megfogalmazás eredetét és a szerzői jogokat jelzi, nem szolgál a cikkben szereplő információk forrásmegjelöléseként.